# Eisenbahnunfall von Changsha
Der Eisenbahnunfall von Changsha war der Frontalzusammenstoß zweier Züge in Changsha, Republik China, am 7. Januar 1918 oder kurz zuvor. 300 Menschen starben.

## Ausgangslage
China befand sich im Bürgerkrieg. Die nördliche Bürgerkriegsfraktion hatte bisher Changsha gehalten. Die südliche Bürgerkriegsfraktion hatte hier jetzt aber die Oberhand gewonnen, die Truppen der nördlichen Bürgerkriegsfraktion versuchten zu fliehen.
Die nach Norden führende Eisenbahnstrecke war eingleisig. Im Bahnhof von Changsha stand ein abfahrbereiter Zug, der nur noch darauf wartete, dass ein aus der Gegenrichtung erwarteter Zug in den Bahnhof einfuhr und so die Strecke räumte.

## Unfallhergang
Die Soldaten der Nordarmee stürmten den Zug und verlangten vom Fahrdienstleiter dessen sofortige Ausfahrt nach Norden. Von diesem darauf aufmerksam gemacht, dass auf der Strecke noch ein Zug in Richtung auf den Bahnhof unterwegs sei, erzwangen sie gleichwohl – unter Waffengewalt gegen den Lokomotivführer – die Ausfahrt des Zuges gegen das „Halt“ zeigende Ausfahrsignal. Kurz darauf kam es zu dem Frontalzusammenstoß mit dem entgegenkommenden Zug.

## Folgen
300 Menschen starben, zahlreiche weitere wurden darüber hinaus verletzt. Derartige unqualifizierte militärische Eingriffe in den Eisenbahnbetrieb waren in China keine Seltenheit, führten aber auch andernorts zu großen Eisenbahnunfällen.